# Exephanes deliquus
Exephanes deliquus är en stekelart som först beskrevs av Kokujev 1909.  Exephanes deliquus ingår i släktet Exephanes och familjen brokparasitsteklar. Inga underarter finns listade i Catalogue of Life.